# Sol de Julio
Sol de Julio es una localidad, comuna del Departamento Ojo de Agua, provincia de Santiago del Estero, Argentina. 

## Población
Cuenta con 2,437 habitantes (Indec, 2010), lo que representa un incremento del 20% frente a los 1,799 habitantes (Indec, 2001) del censo anterior.
| Gráfica de evolución demográfica de Sol de Julio entre 1960 y 2010 |
|                                                                    |
| Fuentes: INDEC                                                     |

## Turismo

### Festival Provincial de la Madera
- El Festival de la Madera desde 2007, se viene realizando y ha sido declarado de interés provincial. Otra fiesta importante es la fiesta patronal realizada en la semana de octubre, siendo el 12 de octubre el día principal en donde se realizan desfiles de carrozas que presentan cada uno de los barrios de este pueblo. El día anterior se rinden honores a Santa Teresita del Niño Jesús, durante los cuales se realizan diversas actividades culturales, entre las que se cuenta la tradicional Serenata a la Virgen, a la que concurren músicos de toda la región.

Las actividades turísticas comunes para los que visitan esta zona es la pesca en el río Dulce, en el Puente Paso de La Cina o Paraje La Media Luna, donde se pescan bagres, bogas y dorados.

## Economía
La actividad comercial de Sol de Julio está centrada en la madera, debido a los aserraderos que fabrican aberturas, muebles de algarrobo, postes de quebracho, tranqueras y todo lo que tiene que ver con el campo.
- Histórico. Por primera vez, la comunidad festeja el cumpleaños de su pueblo. Desde el domingo hay espectáculos artísticos, campeonatos de fútbol, doma y folclore.

La comunidad de Sol de Julio se encuentra festejando su 92.º aniversario con una serie de actividades culturales, religiosas, sociales y deportivas

## Sismos de Santiago del Estero
El 1 de enero de 2011 (14 años), 21 de febrero y el 2 de septiembre de 2011, varias extensas áreas fueron epicentro de sismos de 7,0; 5,9; y 6,9 grados en la escala de Richter, aunque sin causar daños ni víctimas, pues se registraron a profundidades de 600 km; y los movimientos telúricos llegaron a sacudir edificios altos en varias provincias, incluyendo la ciudad de Buenos Aires.

### Sismicidad
La sismicidad del área de Santiago del Estero es frecuente y de intensidad baja, y un silencio sísmico de terremotos medios a graves cada 40 años.
El 4 de julio de 1817 (207 años), sismo de 1817 de 7,0 Richter, con máximos daños reportados al centro y norte de la provincia, donde se desplomaron casas y se produjo agrietamiento del suelo, los temblores duraron alrededor de una semana. Se estimó una intensidad de VIII grados Mercalli. Hubo licuefacción con grandes cantidades de arena en las fisuras de hasta 1 m de ancho y más de 2 m de profundidad. En algunas de las casas sobre esas fisuras, el terreno quedó cubierto de más de 1 dm de arena.
Aunque la actividad geológica ocurre desde épocas prehistóricas, el sismo del 20 de marzo de 1861 (163 años) señaló un hito importante dentro de la historia de eventos sísmicos argentinos ya que fue el más fuerte registrado y documentado en el país. A partir del mismo la política de los sucesivos gobiernos provinciales y municipales han ido extremando cuidados y restringiendo los códigos de construcción. Pero solo con el terremoto de San Juan del 15 de enero de 1944 (81 años) los Estados provinciales tomaron real estado de la gravedad sísmica de la región.